# Bobowa
Bobowa ist eine Stadt sowie Sitz der gleichnamigen Stadt-und-Land-Gemeinde im Powiat Gorlicki der Woiwodschaft Kleinpolen in Polen.

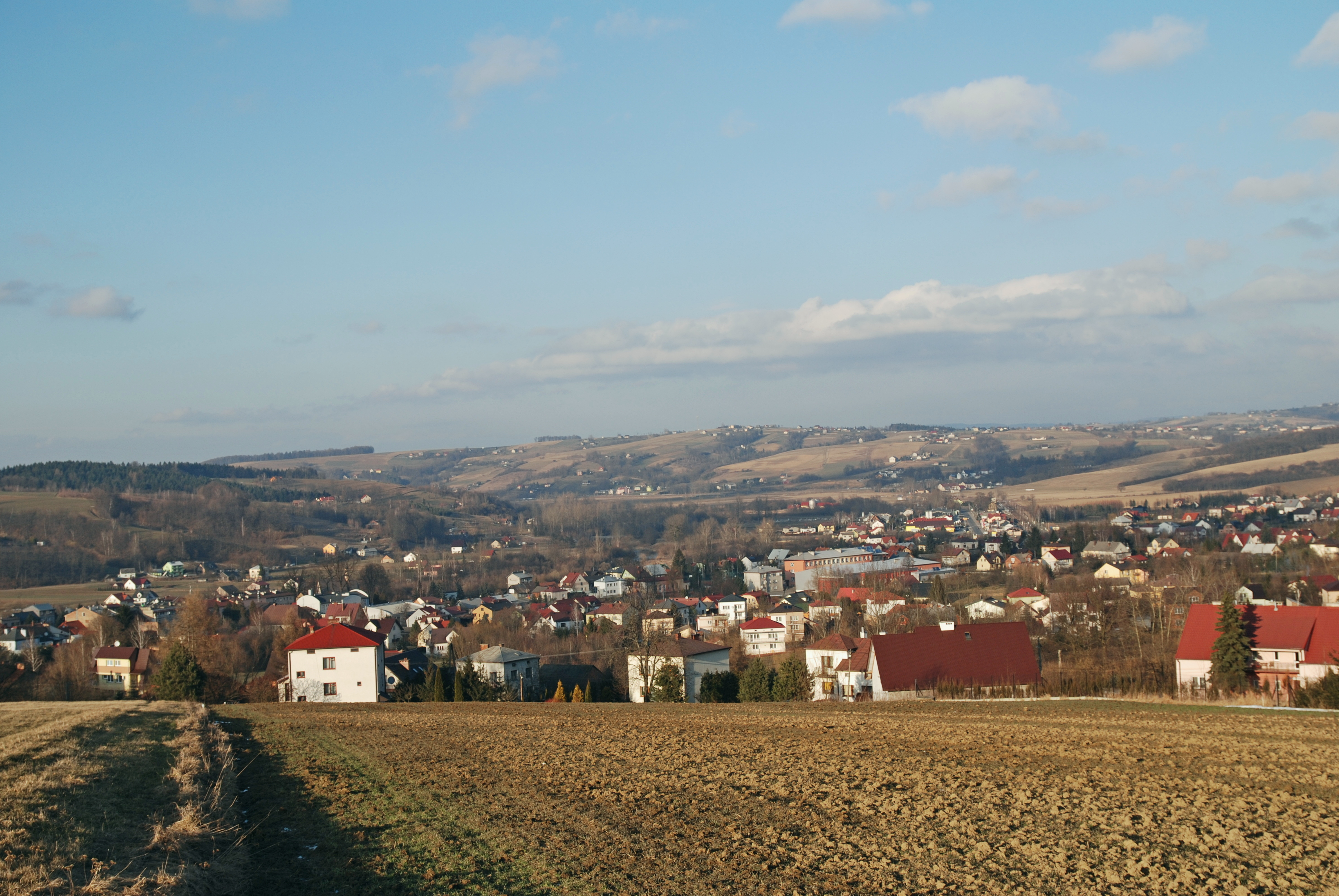
Blick auf die Stadt

## Geographie
Der Ort liegt am Fluss Biała, der das Rożnów-Gebirge im Westen und Ciężkowice-Gebirge im Osten abtrennt, nordöstlich von den Bergen Bukowiec (503 m) und Falkowa (506 m). Die Nachbarorte sind Sędziszowa im Norden, Siedliska im Nordosten, Stróżna im Südosten, Wilczyska im Süden, Jankowa im Südwesten, sowie Brzana im Westen.

## Geschichte
Vermeintlich gab es dort im 8. und 9. Jahrhundert einen slawischen Burgwall. Der Ort bestand wahrscheinlich schon in der ersten Hälfte des 13. Jahrhunderts, wurde aber um 1240 von Tatarensturm gänzlich zerstört. Er wurde angeblich im Jahre 1339 laut dem Gründungsprivileg Władysławs I. Ellenlang nach Magdeburger Recht neu gegründet, aber der Privileg wurde im 15. Jahrhundert verfälscht. Die erste sichere Erwähnung von Bobino stammt aus dem Jahr 1342. Der besitzanzeigende Name ist entweder vom Personennamen Bób oder vom Appellativ bob mit dem Suffix -owa abgeleitet.
Bobowa gehörte der Familie Bobowski und entwickelte sich schnell dank der Lage am Handelsweg nach Ungarn. Im frühen 15. Jahrhundert gab es schon drei Kirchen.
Später gehörte Bobowa für über einhundert Jahre zur Familie Jordan. In den Jahren 1561 bis 1563 wurde eine hiesige Kirche calvinistisch, später unter Mikołaj Jordan, einem eifrigen Arianer, wurde sie zum Sitz einer Gemeinde der Polnischen Brüder. Im Jahre 1580 wurde das Städtchen niedergebrannt. Um 1600 gehörte Bobowa zu den 14 Städten in der Woiwodschaft Krakau mit der größten jüdischen Bevölkerung (siehe Schtetl).
Bei der Ersten Teilung Polens kam Bobowa 1772 zum neuen Königreich Galizien und Lodomerien des habsburgischen Kaiserreichs (ab 1804).
1918, nach dem Ende des Ersten Weltkriegs und dem Zusammenbruch der k.u.k. Monarchie, kam Bobowa zu Polen. Unterbrochen wurde dies nur durch die Besetzung Polens durch die Wehrmacht im Zweiten Weltkrieg.
Von 1975 bis 1998 gehörte Bobowa zur Woiwodschaft Nowy Sącz.

## Gemeinde
Zur Stadt-und-Land-Gemeinde (gmina miejsko-wiejska) gehören neben der Stadt Bobowa folgende Ortsteile mit einem Schulzenamt:
Berdechów, Brzana, Jankowa, Sędziszowa, Siedliska, Stróżna und Wilczyska.

## Sehenswürdigkeiten
- Synagoge, erbaut 1756

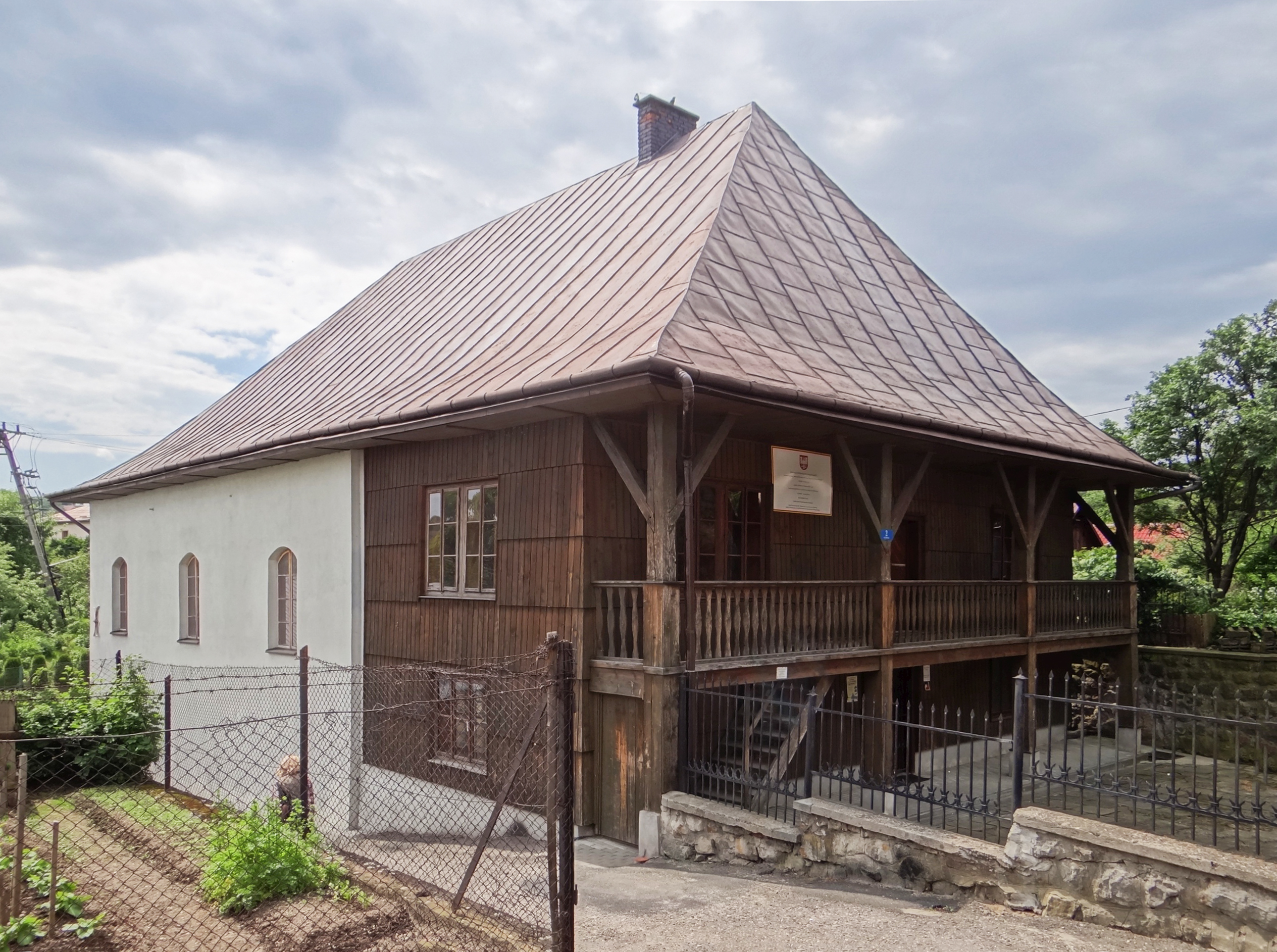
Synagoge in Bobowa

- Jüdischer Friedhof, angelegt im 18. Jahrhundert

## Persönlichkeiten
- Zbigniew Krzeszowiec (* 1948), polnischer Radrennfahrer